# Francisco de Pina
Francisco de Pina (1585 – 1625) est un missionnaire, prêtre jésuite portugais,interprète, crédité d'avoir créé la première écriture latinisée de la langue vietnamienne, sur laquelle est basé l'alphabet vietnamien moderne.

## Biographie
Francisco de Pina nait en 1585 à Guarda, au Portugal. Il entre dans l'ordre des Jésuites en 1605. Entre 1611 et 1617, il étudie au Collège Saint-Paul de Macao, où il découvre les travaux de João Rodrigues Tçuzu, jésuite portugais pionnier de la translittération du japonais en alphabet latin au moyen de la phonétique de la langue portugaise. João Rodrigues Tçuzu est arrivé à Macao en provenance du Japon en 1614, six ans après avoir terminé son ouvrage le plus célèbre sur la grammaire japonaise, Arte da lingoa de Iapam.
Francisco de Pina arrive en 1617 à Đàng Trong (appelée Cochinchine par les Européens de l'époque), pour remplacer le jésuite Diogo de Carvalho dans l'œuvre missionnaire d'évangélisation développée avec l'Italien Francesco Buzomi. Il existe alors deux résidences jésuites portugaises à Đàng Trong : l'actuelle Hội An et Qui Nhơn. Pina s'installe à Hội An, mais son travail missionnaire est réparti entre les deux missions jésuites.
Francisco de Pina se noie en mer dans l'actuelle Cửa Đại le 15 décembre 1625 alors qu'il tente de sauver des invités sur un bateau naufragé. Son corps a été enterré dans un endroit inconnu à Hội An.

## Œuvre
Bien qu'aucune œuvre de Francisco de Pina ne subsiste aujourd'hui, il est considéré comme le premier Européen capable de parler couramment le vietnamien, compétence utilisée dans son travail missionnaire. Pina regrette que les autres missionnaires ne pratique pas la langue vernaculaire, qu'il considère comme indispensable au travail d'évangélisation. Pina est le pionnier de la méthode d'enregistrement de la langue vietnamienne avec des caractères latins, qui constituent la base de l'alphabet vietnamien moderne, tout en enseignant la langue vietnamienne à ses disciples. Le plus célèbre d'entre eux est Alexandre de Rhodes, qui publie en 1651, à Rome, le Dictionarium Annamiticum Lusitanum et Latinum, dictionnaire trilingue  vietnamien-portugais-latin compilé par Alexandre de Rhodes à partir des travaux de divers jésuites portugais (parmi lesquels Gaspar do Amaral, António Barbosa, António de Fontes et Francisco de Pina lui-même).
Francisco de Pina compose un premier vocabulaire de la langue vietnamienne en 1619, et rapporte à ses supérieurs avoir composé un traité d'orthographe et de phonétique en 1622 ou 1623. Certains chercheurs, soutiennent que Pina est responsable de l'écriture d'une grammaire sur la base de laquelle Honufer Bürgin a compilé et édité le texte Manuductio ad Linguam Tunkinensem indépendamment du travail d'Alexandre de Rhodes. D'autres chercheurs contestent cette conclusion en rassemblant des preuves selon lesquelles la Manuductio ad Linguam Tunkinensem a été écrite par Philippus Sibin en utilisant le Dictionarium Annamiticum Lusitanum et Latinum d'Alexandre de Rhodes comme référence.